# League Cup 1992/93
Der League Cup 1992/93 war die 33. Austragung des seit 1960 existierenden englischen League Cup.
Der Wettbewerb startete am 18. August 1992 mit der Ersten Runde und endete am 18. April 1993 mit dem Finale in Wembley. Der Titel ging an den FC Arsenal durch ein 2:1 im Finale über Sheffield Wednesday. Arsenal gewann den Ligapokal damit zum zweiten Mal nach 1987 (2:1 gegen den FC Liverpool) und steigerte diesen Erfolg knapp einen Monat später mit dem Gewinn des FA Cup 1992/93. Der unterlegene Finalgegner war erneut Sheffield Wednesday. Arsenal gewann damit als erste Mannschaft in einem Jahr beide englischen Pokalwettbewerbe.

## Erste Runde
|                      | Gesamt      |                        | Hinspiel | Rückspiel |
| -------------------- | ----------- | ---------------------- | -------- | --------- |
| Bolton Wanderers     |             | FC Port Vale           | 2:1      | 1:1       |
| Cardiff City         |             | Bristol City           | 1:0      | 1:5       |
| Carlisle United      |             | FC Burnley             | 4:1      | 1:1       |
| FC Chesterfield      |             | York City              | 2:0      | 0:0       |
| Colchester United    |             | Brighton & Hove Albion | 1:1      | 0:1       |
| Crewe Alexandra      |             | AFC Rochdale           | 4:1      | 2:1       |
| FC Darlington        |             | Scunthorpe United      | 1:1      | 0:2       |
| Doncaster Rovers     |             | Lincoln City F.C.      | 0:3      | 1:1       |
| Exeter City          |             | Birmingham City        | 0:0      | 4:1       |
| FC Fulham            |             | FC Brentford           | 0:2      | 0:2       |
| FC Gillingham        |             | Northampton Town       | 2:1      | 2:0       |
| Grimsby Town         | (5:3 i. E.) | FC Barnsley            | 1:1      | 1:1 n.V   |
| Halifax Town         |             | Hartlepool United      | 1:2      | 2:3       |
| Hereford United      |             | Torquay United         | 2:2      | 0:5       |
| Hull City            |             | Rotherham United       | 2:2      | 0:1       |
| Leyton Orient        |             | FC Millwall            | 2:2      | 0:3       |
| Newcastle United     |             | Mansfield Town         | 2:1      | 0:0       |
| Oxford United        |             | Swansea City           | 3:0      | 0:1       |
| Peterborough United  |             | FC Barnet              | 4:0      | 2:2       |
| Preston North End    |             | Stoke City             | 2:1      | 0:4       |
| FC Scarborough       |             | Bradford City          | 3:0      | 5:3       |
| Shrewsbury Town      |             | Wigan Athletic         | 1:2      | 1:0 n. V. |
| Stockport County     |             | Chester City           | 1:1      | 2:1       |
| FC Sunderland        |             | Huddersfield Town      | 2:3      | 1:0 n. V. |
| Tranmere Rovers      |             | FC Blackpool           | 3:0      | 0:4       |
| FC Walsall           |             | AFC Bournemouth        | 1:1      | 2:1       |
| West Bromwich Albion |             | Plymouth Argyle        | 1:0      | 0:2       |
| FC Wrexham           |             | FC Bury                | 1:1      | 3:4       |

## Zweite Runde
|                        | Gesamt      |                         | Hinspiel | Rückspiel |
| ---------------------- | ----------- | ----------------------- | -------- | --------- |
| FC Arsenal             | (3:1 i. E.) | FC Millwall             | 1:1      | 1:1 n. V. |
| FC Blackpool           |             | FC Portsmouth           | 0:4      | 0:2       |
| Bolton Wanderers       |             | FC Wimbledon            | 1:3      | 1:0       |
| Brighton & Hove Albion |             | Manchester United       | 1:1      | 0:1       |
| Bristol City           |             | Sheffield United        | 2:1      | 1:4       |
| FC Bury                |             | Charlton Athletic       | 0:0      | 1:0       |
| Cambridge United       |             | Stoke City              | 2:2      | 2:1       |
| Carlisle United        |             | Norwich City            | 2:2      | 0:2       |
| Coventry City          |             | FC Scarborough          | 2:0      | 0:3       |
| Crystal Palace         |             | Lincoln City F.C.       | 3:1      | 1:1       |
| Exeter City            |             | Oldham Athletic         | 0:1      | 0:0       |
| FC Gillingham          |             | FC Southampton          | 0:0      | 0:3       |
| Huddersfield Town      |             | Blackburn Rovers        | 1:1      | 3:4 n. V. |
| Leeds United           |             | Scunthorpe United       | 4:1      | 2:2       |
| Leicester City         |             | Peterborough United     | 2:0      | 1:2       |
| FC Liverpool           |             | FC Chesterfield         | 4:4      | 4:1       |
| Luton Town             |             | Plymouth Argyle         | 2:2      | 2:3       |
| Manchester City        |             | Bristol Rovers          | 0:0      | 2:1 n. V. |
| Newcastle United       |             | FC Middlesbrough        | 0:0      | 3:1       |
| Notts County           |             | Wolverhampton Wanderers | 3:2      | 1:0       |
| Oxford United          |             | Aston Villa             | 1:2      | 1:2       |
| Queens Park Rangers    | (6:5 i. E.) | Grimsby Town            | 2:1      | 1:2 n. V. |
| Rotherham United       |             | FC Everton              | 1:0      | 0:3       |
| Sheffield Wednesday    |             | Hartlepool United       | 3:0      | 2:2       |
| Southend United        |             | Derby County            | 1:0      | 0:7       |
| Stockport County       |             | Nottingham Forest       | 2:3      | 1:2       |
| Torquay United         |             | Swindon Town            | 0:6      | 2:3       |
| Tottenham Hotspur      |             | FC Brentford            | 3:1      | 4:2       |
| FC Walsall             |             | FC Chelsea              | 0:3      | 0:1       |
| FC Watford             |             | FC Reading              | 2:2      | 2:0       |
| West Ham United        |             | Crewe Alexandra         | 0:0      | 0:2       |
| Wigan Athletic         |             | Ipswich Town            | 2:2      | 0:4       |

## Dritte Runde
|                     | Ergebnis |                     |
| ------------------- | -------- | ------------------- |
| Aston Villa         | 1:0      | Manchester United   |
| Blackburn Rovers    | 2:0      | Norwich City        |
| FC Bury             | 0:2      | Queens Park Rangers |
| FC Chelsea          | 2:1      | Newcastle United    |
| Crewe Alexandra     | 0:1      | Nottingham Forest   |
| Derby County        | 1:1      | FC Arsenal          |
| FC Everton          | 0:0      | FC Wimbledon        |
| Manchester City     | 0:1      | Tottenham Hotspur   |
| Notts County        | 2:3      | Cambridge United    |
| Plymouth Argyle     | 3:3      | FC Scarborough      |
| FC Portsmouth       | 0:1      | Ipswich Town        |
| Sheffield United    | 0:0      | FC Liverpool        |
| Sheffield Wednesday | 7:1      | Leicester City      |
| FC Southampton      | 0:2      | Crystal Palace      |
| Swindon Town        | 0:1      | Oldham Athletic     |
| FC Watford          | 2:1      | Leeds United        |

### Wiederholungsspiele
|                | Ergebnis  |                  |
| -------------- | --------- | ---------------- |
| FC Arsenal     | 2:1 n. V. | Derby County     |
| FC Wimbledon   | 0:1       | FC Everton       |
| FC Scarborough | 2:1       | Plymouth Argyle  |
| FC Liverpool   | 3:0       | Sheffield United |

## Vierte Runde
|                     | Ergebnis |                     |
| ------------------- | -------- | ------------------- |
| Aston Villa         | 2:2      | Ipswich Town        |
| Blackburn Rovers    | 6:1      | FC Watford          |
| Cambridge United    | 1:0      | Oldham Athletic     |
| FC Everton          | 2:2      | FC Chelsea          |
| FC Liverpool        | 1:1      | Crystal Palace      |
| Nottingham Forest   | 2:0      | Tottenham Hotspur   |
| FC Scarborough      | 0:1      | FC Arsenal          |
| Sheffield Wednesday | 4:0      | Queens Park Rangers |

### Wiederholungsspiele
|                | Ergebnis |              |
| -------------- | -------- | ------------ |
| Ipswich Town   | 1:0      | Aston Villa  |
| FC Chelsea     | 1:0      | FC Everton   |
| Crystal Palace | 2:1 n.V  | FC Liverpool |

## Fünfte Runde
|                     | Ergebnis |                     |
| ------------------- | -------- | ------------------- |
| FC Arsenal          | 2:0      | Nottingham Forest   |
| Blackburn Rovers    | 3:2      | Cambridge United    |
| Crystal Palace      | 3:1      | FC Chelsea          |
| Ipswich Town        | 1:1      | Sheffield Wednesday |
| Sheffield Wednesday | 1:0      | Ipswich Town        |

## Halbfinale
|                  | Gesamt |                     | Hinspiel | Rückspiel |
| ---------------- | ------ | ------------------- | -------- | --------- |
| Blackburn Rovers | 3:6    | Sheffield Wednesday | 2:4      | 1:2       |
| Crystal Palace   | 1:5    | FC Arsenal          | 1:3      | 0:2       |

## Finale
| FC Arsenal                         | FC Arsenal | Sheffield Wednesday | Sheffield Wednesday |
| ---------------------------------- | --- | --- | ------------------- |
| FC Arsenal                         | \| 18. April 1993 in London (Wembley) \| \| Ergebnis: 2:1 (1:1) \| \| Zuschauer: 74.007 \| \| Schiedsrichter: Allan Gunn \|                                                           | \| 18. April 1993 in London (Wembley) \| \| Ergebnis: 2:1 (1:1) \| \| Zuschauer: 74.007 \| \| Schiedsrichter: Allan Gunn \|                                                                                                 | Sheffield Wednesday |
| FC Arsenal                         | David Seaman – David O’Leary, Nigel Winterburn, Andy Linighan, Tony Adams – Ray Parlour, Steve Morrow, Paul Davis, Paul Merson – Ian Wright, Kevin Campbell Cheftrainer: Georg Graham | Chris Woods – Roland Nilsson, Viv Anderson, Carlton Palmer, Phil King (83. Graham Hyde) – John Harkes, Danny Wilson (74. David Hirst), Chris Waddle, Paul Warhurst, John Sheridan – Mark Bright Cheftrainer: Trevor Francis | Sheffield Wednesday |
| FC Arsenal                         | 1:1 Paul Merson (20.) 2:1 Steve Morrow (68.) | 0:1 John Harkes (8.) | Sheffield Wednesday |
| FC Arsenal                         | Spieler des Spiels: Paul Merson | | Sheffield Wednesday |
| 18. April 1993 in London (Wembley) | | |                     |
| Ergebnis: 2:1 (1:1)                | | |                     |
| Zuschauer: 74.007                  | | |                     |
| Schiedsrichter: Allan Gunn         | | |                     |